# Sant’Angelo in Lizzola
Sant’Angelo in Lizzola egy község volt Olaszországban, Marche régióban, Pesaro és Urbino megyében. Sant’Angelo in Lizzola Monteciccardo, Montelabbate, Pesaro, Tavullia, Colbordolo és Montegridolfo községekkel volt határos.

## Története
A községet 2014. január 1-én egyesítették Colbordolóval, így jött létre belőlük Vallefoglia.